# Lijst van heemkundige tijdschriften in West-Vlaanderen
Deze pagina biedt een overzicht van de heemkundige periodieke publicaties in de provincie West-Vlaanderen:
- Aartrijke: Artiriacum
- Aartrijke: David Jonckheere
- Aartrijke: Berichten uit Hoogrijke
- Ardooie: Jaarboek Heemkundige Kring Ardooie-Koolskamp
- Assebroek: Arsbroek
- Avelgem: Goka
- Beernem: Bos en Beverveld
- Bredene: Ter Cuere
- Brugge: Brugs Ommeland
- Dadizele: Dadingsila
- Damme: Erfgoedblad Damme
- Damme: 't Zwin Rechteroever
- Deerlijk: Derlike
- Dentergem: Vrienden van het Paelwulghemuseum
- Diksmuide: Den Dyzere
- Eernegem: Ernigahem
- Gistel: Gestella
- Gullegem: 't Meiboompje
- Harelbeke: Tijdingen
- Heule: Heulespiegel
- Heule: Langs d'Heuleboorden
- Heuvelland: Dovie
- Ichtegem: Noortover B
- Ichtegem: Den Utfanc
- Ieper: Iepers Kwartier
- Izegem: Ten Mandere
- Knokke: Cnoc is Ier
- Knokke: Cnocke is hier
- Koekelare: Coclariensia
- Koekelare: Jaarboek Spaenhiers
- Kooigem: Coyghem
- Kortemark: Crekelbeke
- Kortrijk: De Leiegouw
- Kortrijk: Handelingen van de koninklijke Geschied- en Oudheidkundige kring van Kortrijk
- Ledegem: jaarboek Liedengehem
- Lendelede: Lethae
- Lichtervelde: jaarboek Karel van de Poele
- Menen: 't Wingheroen
- Merkem: Sidronius Hosschius
- Middelkerke: Graningate
- noordelijke Westhoek: Bachten de Kupe
- noordelijke Westhoek: Die Chronycke Bachten de Kupe
- Oostende: Ostendiana
- Oostende: De Plate
- Pervijze: Rond den Beverinck
- Poperinge: Aan de Schreve
- Roeselare: Erfgoed Roeselare
- Roeselare: Rollariensia
- Roeselare: Rollarius
- Ruiselede: Ons Doomkerke
- Ruiselede: Ons Ruysselede
- Snellegem: Snellegem Sprokkels
- Snellegem: Snellinghem
- Staden: Het Gebied van Staden
- Tielt: De Roede van Tielt
- Torhout: Het Houtland
- Vlamertinge: Flambertus
- Vlamertinge: Vlamertinge
- Vleteren: Vlietmara
- Waregem: De Gaverstreke
- Waregem: Jaarboek Waregemse Verhalen
- Wervik: Verslagen en mededelingen van de StOC
- Westhoek: jaarboek Westhoek
- Westkerke: Oost over de Waere
- West-Vlaanderen: Biekorf
- West-Vlaanderen: West-Vlaamse sprokkelingen
- Wevelgem: Wibilinga
- Wielsbeke: Leiesprokkels
- Wijnendale: Carolus Bonus
- Wingene: Ons Wingene
- Zedelgem: Noortover A
- Zedelgem: Zilleghem
- Zonnebeke: Het Zonneheem
- Zuienkerke: Heemstede
- Zwevegem: Jaarboek Frans van Halewijn
- Zwinstreek: Rond de Poldertorens
- Zwinstreek: Sint-Guthago tijdingen